# Kevin Yates
Kevin Peter Yates (Medicine Hat, 6 novembre 1972) è un ex rugbista a 15 internazionale per l'Inghilterra, già pilone di Bath, Sale Sharks e Saracens.

## Biografia
Nato in Canada durante una delle destinazioni all'estero di suo padre, militare dell'esercito britannico, visse anche a Hong Kong prima di stabilirsi in Inghilterra nel Wiltshire, dove compì gli studi e si formò rugbisticamente.
Nel 1994 fu ingaggiato dal Bath con cui militò in Premiership per 5 stagioni vincendo un titolo d'Inghilterra, due Coppe Anglo-Gallesi e la Heineken Cup.
Durante la militanza a Bath fu convocato in nazionale in occasione del tour inglese in Argentina, esordendo contro i Pumas a Buenos Aires con una vittoria 46-20.
A gennaio 1998 fu deferito alla commissione disciplinare con l'accusa di aver morso a un orecchio il flanker Simon Fenn del London Scottish durante un incontro di campionato; nonostante si fosse proclamato non responsabile di tale illecito, ricevette una squalifica di sei mesi.
Rientrato dalla squalifica non fu più chiamato in nazionale; nel 1999 emigrò in Nuova Zelanda per giocare nella provincia di Wellington con cui vinse il campionato nel 2000; in quello stesso anno entrò nella franchise professionistica degli Hurricanes.
Dopo due stagioni in Super 12 tornò in Inghilterra al Sale Sharks in cui rimase tre stagioni per poi trasferirsi al Saracens, con cui nel 2007, a 10 anni esatti dal suo più recente incontro in maglia inglese, ritrovò il rugby internazionale in occasione del tour in Sudafrica; tuttavia disputò solo due test match, i suoi ultimi per un totale di 4, e non fu convocato per la successiva Coppa del Mondo in Francia.
Al termine del contratto con il Saracens si trasferì a Nizza, sua ultima destinazione.
Dopo il ritiro lavorò nel principato di Monaco nel ramo della vendita di titoli azionari fino al rientro in Inghilterra nel 2016 come dirigente in un gruppo multinazionale di gestione emergenze, Northcott Global Solution.

## Palmarès
- Premiership: 1
1995-96
- Coppe Anglo-Gallesi: 2
1994-95, 1995-96
- Heineken Cup: 1
1997-98
- National Provincial Championship: 1
Wellington: 2000